# Joseph Zhu Baoyu
Joseph Zhu Baoyu (若瑟·朱寶玉; Henan, 2 luglio 1921 – Nanyang, 7 maggio 2020) è stato un vescovo cattolico cinese.

## Biografia
Ricevette il battesimo all'età di 8 anni. Dopo aver completato gli studi, venne ordinato sacerdote nel 1957 e iniziò quindi la sua attività pastorale a Nanyang. 
Nel novembre 1981 guidò un gruppo di pellegrini di Nanyang nella Basilica di Sheshan. Le autorità cinesi successivamente lo arrestarono con l'accusa di aver provocato disordini. Nel 1982 insieme ad altri 120 religiosi cattolici fu condannato a 10 anni di prigione e "rieducazione"; tornò in libertà nel 1991.
Alla fine del 1994, la Santa Sede lo nominò vescovo coadiutore di Nanyang. L'ordinazione episcopale si tenne in segreto il 19 marzo 1995. Fu quindi vescovo ordinario dal 2002 al 2010, anno del pensionamento. A causa del mancato riconoscimento del suo successore da parte del governo cinese, si trovò obbligato a ricoprire di nuovo l'incarico dal 2011. Il 30 giugno di quello stesso anno, le autorità cinesi riconobbero finalmente il suo ufficio episcopale; mentre si dovette attendere il 30 gennaio 2019 affinché fosse riconosciuto come suo vescovo coadiutore Pietro Jo Lang (per la Santa Sede invece Jo Lang era il vescovo ordinario e Zhu Baoyu il vescovo emerito).
Il 4 febbraio 2020 fu annunciato che Zhu, già da qualche tempo sulla sedia a rotelle per varie patologie, aveva contratto a 98 anni il virus SARS-CoV-2. Si ritiene che ad averlo contagiato fosse stato uno dei sacerdoti della sua diocesi, recatosi poco tempo prima a Wuhan. Curato nell'ospedale di Nanyang, il 20 febbraio 2020 fu dichiarato guarito, diventando quindi una tra le persone più anziane nel suo Paese ad aver sconfitto l'infezione. La sua guarigione ad un'età così avanzata, avvenuta oltretutto nella primissima fase della pandemia (quando cioè si sapeva ancora poco del COVID-19), divenne un vero e proprio caso in Cina tanto che il People Day gli dedicò un articolo e un video.
È morto per cause naturali il 7 maggio 2020.

## Genealogia episcopale
La genealogia episcopale è:
- Cardinale Scipione Rebiba
- Cardinale Giulio Antonio Santori
- Cardinale Girolamo Bernerio, O.P.
- Arcivescovo Galeazzo Sanvitale
- Cardinale Ludovico Ludovisi
- Cardinale Luigi Caetani
- Cardinale Ulderico Carpegna
- Cardinale Paluzzo Paluzzi Altieri degli Albertoni
- Papa Benedetto XIII
- Papa Benedetto XIV
- Papa Clemente XIII
- Cardinale Marcantonio Colonna
- Cardinale Giacinto Sigismondo Gerdil, B.
- Cardinale Giulio Maria della Somaglia
- Cardinale Carlo Odescalchi, S.I.
- Cardinale Costantino Patrizi Naro
- Cardinale Serafino Vannutelli
- Cardinale Domenico Serafini, Cong. Subl. O.S.B.
- Cardinale Pietro Fumasoni Biondi
- Arcivescovo Mario Zanin
- Cardinale Paul Yü Pin
- Arcivescovo Giuseppe Ferruccio Maurizio Rosà, O.F.M.
- Vescovo Peter Joseph Fan Xueyan
- Vescovo Julius Jia Zhiguo
- Vescovo Joseph Jin Dechen
- Vescovo Joseph Zhu Baoyu